# Paul Krugman
Paul Robin Krugman (* 28. února 1953, Albany) je americký ekonom a spisovatel, autor sloupků pro The New York Times a držitel Nobelovy ceny za ekonomii za rok 2008 za jeho příspěvky k Teorii nového obchodu a Nové hospodářské geografii. Výherní komise citovala Krugmanovu práci vysvětlující vzorce mezinárodního obchodu a geografického rozložení hospodářské činnosti zkoumáním účinků úspor z rozsahu a preferencí spotřebitelů pro různé zboží a služby.
Dříve byl profesorem ekonomiky na Massachusettském technologickém institutu a později na Princetonské univerzitě. V červnu 2015 odešel z Princetonu, kde byl emeritním profesorem. Je také držitelem titulu stého profesora na Ekonomické škole v Londýně. V roce 2010 byl prezidentem Východohospodářské asociace a patří mezi nejvlivnější ekonomy na světě. V akademii je známý pro svou práci v oblasti mezinárodní ekonomiky (včetně teorie obchodu a mezinárodních financí), hospodářské geografie, pastí likvidity a měnových krizí.
Je autorem nebo editorem 27 knih, včetně vědeckých prací, učebnic a knih pro veřejnost, publikoval více než 200 vědeckých článků v odborných časopisech a editovaných svazcích. Napsal také několik set sloupců o ekonomických a politických otázkách pro The New York Times, Fortune a Slate. Průzkum profesorů ekonomie ho v roce 2011 označil za jejich oblíbeného žijícího ekonoma do 60 let. Jako komentátor napsal celou řadu ekonomických otázek včetně rozdělení příjmů, daní, makroekonomie a mezinárodní ekonomiky. Považuje se za moderního liberála a odkazuje na své knihy, blog na The New York Times a jeho knihu Svědomí liberála z roku 2007.

## Raný život a vzdělání
Narodil se do rusko-židovské rodiny jako syn Anity a Davida Krugmanových. V roce 1922 prarodiče emigrovali z Brestu, v té době součástí Polska do Spojených států amerických. Narodil se v Albany a vyrostl v Merricku, vesnici v Nassau County. Vystudoval střední školu J. F. Kennedyho v Bellmore. Podle něho začal jeho zájem o ekonomiku spolu s romány Nadace Issaca Asimova, ve kterých sociální vědci budoucnosti využívají novu vědu psychohistorii, aby se pokusili zachránit civilizaci. Protože dnešní věda zaostávala daleko za touto vědou, obrátil se na ekonomiku jako na další lepší věc.
Z ekonomie získal titul Bachelor of Arts na univerzitě Yale v roce 1974 a pokračoval v doktorském studiu v oboru ekonomie na MIT. V roce 1977 úspěšně dokončil doktorát s diplomovou prací nazvanou Eseje o flexibilních směnných kurzech. Během studia na MIT byl v létě roku 1976 během chaotického následku karafiátové revoluce, součástí malé skupinky studentů vyslaných na tři měsíce za prací do Centrální banky v Portugalsku.
Později ocenil svého vedoucího doktorských prací, Rudiho Dornbusche, jako „jednoho z velkých učitelů ekonomie všech dob" a řekl, že „měl talent inspirovat studenty k vyzdvižení jeho nadšení a techniky, ale také k nalezení jejich vlastních cest“. V roce 1978 představil Dornbuschovi řadu nápadů, který označil jako zajímavou myšlenku o monopolisticky konkurenčním modelu obchodu. Tímto povzbuzen, na této myšlence pracoval a později napsal: „Během několika hodin jsem věděl, že ve svých rukou držím klíč ke své celé kariéře.“ V témže roce napsal The Theory of Interstellar Trade. Říka, že toto dílo napsal, aby se rozveselil, když byl „utlačovaným pomocným profesorem“.

## Kariéra
Vyrůstal na Long Islandu. Vystudoval ekonomii na Yaleově univerzitě (titul BA) a v roce 1977 získal doktorát na Technologickém institutu v Massachusetts. Od roku 2000 působí jako profesor ekonomie a mezinárodních vztahů na Princetonské univerzitě, pravidlelně publikuje své sloupky v deníku The New York Times, Působil však také na univerzitách v Berkeley, ve Stanfordu nebo na London School of Economics.
V roce 1991 ho medailí Johna Batese Clarka pro ekonoma mladšího 40 let ocenila Americká ekonomická asociace. V roce 2008 získal Nobelovu cenu za ekonomii za „analýzu obchodních vzorců a lokalizace ekonomické aktivity“.
V roce 2000 začal Krugman vyučovat na Princetonské univerzitě jako profesor ekonomie a mezinárodních záležitostí. V současné době je také profesorem na London School of Economics. Od roku 1979 je vědeckým spolupracovníkem Národního úřadu pro ekonomický výzkum. V únoru 2014 oznámil, že v červnu 2015 odejde z Princetonu a že se připojí k fakultě v New Yorku. Paul Krugman rozsáhle píše o mezinárodní ekonomice, včetně mezinárodního obchodu, hospodářské geografie a mezinárodních financí. Research papers in economics  ho řadí mezi nejvlivnější ekonomy světa. Krugmanova kniha International Economics: Theory and Policy, je standardní vysokoškolskou učebnicí mezinárodní ekonomiky. Krugman také píše o ekonomických tématech pro širokou veřejnost.  
Výbor pro Nobelovu cenu uvedl, že Krugmanovým hlavním příspěvkem je jeho analýza obchodních vzorců a lokalizace ekonomické aktivity. Krugman integroval dosud oddělené výzkumné obory mezinárodního obchodu a hospodářské geografie. Formuloval nové teorie, které odpovídají na otázky volného trhu a globalizace. Jaké jsou důsledky volného trhu a globalizace? Co je hnací silou celosvětové Urbanizace? Krugman vytvořil novou teorii, která na tyto otázky odpovídá. 

### Ocenění
- 1991, American Economic Association,Medaili Johna Batese Clarka. Časopis The Economist označil toto ocenění za daleko těžší a důležitější než dostat Nobelovu cenu. Jelikož se tato cena udíli jen jednou za dva roky.[23]
- 1992 Americká akademie umění a věd
- 2008, Nobelova cena za Krugmanův přínos ekonomii. Stal se tak dvanáctým držitelem Nobelovy ceny a zároveň Medaile Johna Batese Clarka.

V roce 2018 se velmi ostře postavil proti průmyslu fosilních paliv a proti prezidentu Trumpovi a jejich popírání příčin klimatické změny nazval deprivací.

## Akademická kariéra

### Nová teorie obchodu
Před Krugmanovou prací teorie obchodu (viz David Ricardo a Heckscher – Ohlin model) zdůrazňovala obchod založený na komparativní výhodě zemí s velmi odlišnými charakteristikami, jako je například země s vysokou zemědělskou produktivitou, která obchoduje se svými zemědělskými produkty se zemí s vysokou průmyslovou produktivitou pro jejich průmyslové výrobky. Ve 20. století však došlo mezi zeměmi s podobnými charakteristikami ke stále většímu podílu na obchodu, což lze komparativní výhodou těžko vysvětlit. Krugmanovo vysvětlení obchodu mezi podobnými zeměmi bylo navrženo v dokumentu z roku 1979 v Journal of International Economics a zahrnuje dva klíčové předpoklady: že spotřebitelé preferují rozmanitý výběr značek a že výroba zvýhodňuje úspory z rozsahu. Spotřebitelské upřednostňování rozmanitosti vysvětluje přežití různých verzí automobilů, jako jsou Volvo a BMW. Kvůli úsporám z rozsahu však není výhodné šířit výrobu automobilů Volvo do celého světa; místo toho je výroba soustředěna v několika továrnách, a proto také v pár zemích (nebo možná jen v jedné). Tato logika vysvětluje, jak se může každá země specializovat na výrobu několika značek jakéhokoli daného typu produktu, namísto specializace na různé typy produktů.
Krugman vymodeloval „preference pro rozmanitost“ tím, že převzal užitečnou funkci CES, jako je ta v dokumentu z roku 1977 od Avinasha Dixita a Josepha Stiglitze. Mnoho modelů mezinárodního obchodu nyní sleduje Krugmanovo vedení a zahrnuje úspory z rozsahu ve výrobě a preferenci pro rozmanitost ve spotřebě. Tento způsob modelování obchodu se nazývá nová teorie obchodu.
Krugmanova teorie také brala v úvahu náklady na dopravu, klíčový rys při vytváření „efektu domácího trhu“, který by se později objevil v jeho práci na nové ekonomické geografii. Účinek domácího trhu „stanoví, že země s větší poptávkou po zboží vytvoří v rovnováze více než poměrný podíl tohoto zboží a bude jeho čistým vývozcem.“  Účinek na domácího trhu byl neočekávaný výsledek a Krugman to zpočátku zpochybňoval, ale nakonec dospěl k závěru, že matematika modelu je správná.
Krugman zdůrazňuje, že ačkoli globalizace byla celkově pozitivní, od 80. let 20. století se proces zvaný hyper globalizace alespoň podílel na zvyšování nerovnosti. Obchod však zůstává obecně prospěšný, a to i mezi podobnými zeměmi, protože umožňuje firmám ušetřit náklady výrobou ve větším a účinnějším měřítku, a protože zvyšuje nabídku dostupných značek a prohlubuje hospodářskou soutěž mezi firmami.

### Nová ekonomická geografie
Trvalo jedenáct let, než se konečně Krugmanova práce na Nové teorii obchodu přiblížila tomu, co nyní obvykle nazýváme Nová ekonomická geografie, kterou začal Krugman rozvíjet ve své seminární práci v roce 1991 v akademické publikaci Journal of Political Economy. Jak sám Krugman tvrdí, přechod z Nové teorie obchodu na Novou ekonomickou geografii byl „očividný při pohledu zpět, ale trvalo mi, než jsem to uviděl…jediné štěstí bylo, že nikdo jiný nezvedl tu stodolarovou bankovku, co tu mezitím ležela na chodníku.“ Tato akademická publikace se stala jeho nejcitovanější prací; počátkem roku 2009 měla 857 citací, což je dvakrát více než jeho druhá nejpopulárnější práce. Krugman tuto práci nazval „láskou svého života v akademické práci“.

### Nobelova pamětní cena za ekonomii
Krugman byl oceněn Nobelovou pamětní cenou za ekonomii (neformálně Nobelova cena za ekonomii) jako jediný za rok 2008. Cena obsahovala i odměnu ve výši 1,4 milionu dolarů a byla Krugmanovi udělena za jeho práci na Nové teorii obchodu a Nové ekonomické geografii.  Slovy výherní komise: „Díky integraci úspor z rozsahu do explicitních modelů všeobecné rovnováhy Paul Krugman prohloubil naše porozumění determinantů obchodu a umístění ekonomické činnosti.“

## Ekonomické názory

### Keynesiánská ekonomie
Označuje se za keynesiánce. Nazývaní podle svého autora John Maynard Keynes. Ačkoli ve své práci používá novou keynesiánskou teorii, také se nezdržel od její kritiky kvůli jejímu vynechání prediktivní síly a za myšlenky jako hypotéza efektivního trhu a racionální očekávání. Od 90. let propaguje praktické využití modelu IS-LM neoklasické syntézy, poukazuje na její relativní jednoduchost ve srovnání s novými keynesiánskými modely.
V návaznosti na finanční krizi 2007–2009 poznamenal, že je „přitahován ke Keynes-Fisher-Minsky pohledu na makroekonomii“. Po-keynesiánští pozorovatelé upozorňují na společné rysy mezi Krugmanovými názory a názory po-keynesiánské školy, ačkoli Krugman byl kritický vůči některým takovýmto ekonomům, jako je John Kenneth Galbraith - o jehož práci Nový průmyslový stát (1967) a Ekonomika v perspektivě (1987) řekl, že není „skutečná ekonomická teorie“ a je „pozoruhodně špatně informovaný“. V nedávné akademické práci spolupracoval s Gautem Eggertssonem na novém keynesiánském modelu převisu dluhů a propadů vedených dluhy, inspirovaného spisy Irvinga Fishera, Hymana Minského a Richarda Koo. Jejich práce tvrdí, že během propadu podmíněného dluhem může „paradox práce“ spolu s paradoxem flexibility zhoršovat past likvidity, čímž se sníží poptávka a zaměstnanost.

### Volný obchod
Podporuje volný obchod, a to ačkoliv tento postoj vyvolává protesty od antiglobalizačních hnutí.

## Osobní život
Je po druhé ženatý. Jeho první manželkou byla Robin L. Bergman, avšak v  současné době je ženatý s Robin Wells, akademickou ekonomkou, která získala bakalářský titul z Chicagské univerzity a PhD z Kalifornské univerzity v Berkeley. Stejně jako Krugman učila na MIT. Krugman a jeho manželka společně spolupracovali na několika ekonomických učebnicích. Ačkoli se začátkem roku 2007 začaly šířit zvěsti, že jeho syn pracoval pro kampaň Hillary Clintonové, Krugman ve svém sloupci The New York Times objasnil, že on a jeho manželka jsou bezdětní.
V současné době žije v New Yorku.Poté, co v červnu 2015 po 15 letech výuky odešel z Princetonské univerzity do důchodu, zmínil, že si zachovává maximální úctu a respekt k Princetonské univerzitě, přesto chce pobývat v New Yorku a doufá, že se více zaměří na veřejnou politiku. Následně se stal profesorem na postgraduálním centru Městské univerzity v New Yorku a uznávaným stipendistou na lucemburském středisku postgraduálního studia pro příjmy.
Tvrdí, že je vzdáleným příbuzným konzervativního novináře Davida Fruma. Říká o sobě, že je samotářský, ostýchavý a plachý. Je fanouškem geek komunity. V roce 2010 si zahrál ve filmu Get him to the greek.

## Autor
V devadesátých letech, kromě akademických knih a učebnic, začal Krugman stále více psát knihy pro běžné publikum o otázkách, které považoval důležité pro veřejnou politiku. V knize Věk snížených očekávání (1990), psal konkrétně o rostoucích nerovnostech příjmů obyvatel USA v Nové Ekonomii devadesátých let. Nárůst nerovností příjmů připisuje, částečně technologickým změnám, ale hlavně změně politické atmosféry, kterou připisuje Hnutí konzervativců.
V září roku 2003, publikoval Krugman sbírku svých sloupků s názvem The Great Unraveling o hospodářské a zahraniční politice Bushovy administrativy a americké ekonomice na počátku 21. století. Jeho sloupky argumentovaly, že velké deficity byly zapříčiněny Bushovou administrativou v důsledku snižování daní bohatým, zvyšování veřejných výdajů a vedení války v Iráku. Krugman psal, že tyto politiky jsou z dlouhodobého hlediska neudržitelné a nakonec mohou vést k velké hospodářské krizi. Kniha se stala bestsellerem. 
V roce 2007, Krugman publikoval Svědomí liberála, jehož název odkazuje na Svědomí konzervativce Barryho Goldwatera. Podrobně popisuje historii bohatství a rozdílech v příjmech v USA ve 20. století. Kniha popisuje jak se rozdíl mezi chudými a bohatými výrazně snižoval v polovině 20. století, a poté se v posledních dvou desetiletích opět zvýšil na úroveň vyšší než ve dvacátých letech. Ve Svědomí, Krugman tvrdí, že vládní politiky hrály mnohem větší roli, než se běžně myslelo, a to jak při snižování nerovností ve 30. až 70. letech, tak při zvyšování od 80. let po současnost a kritizuje Bushovu administrativu za provádění politik, které dle Krugmana rozšířily rozdíl mezi bohatými a chudými.
Krugman také tvrdil, že republikáni vděčili svému volebnímu úspěchu, díky jejich schopnosti využití rasových problémů k získání politické dominance Jihu. Krugman tvrdí, že Ronald Raegan využil „Jižní strategii'', aby ukázal své sympatie s rasismem, aniž by sám říkal něco přímo rasistického, citoval jako příklad Raeganův termín „Královna blahobytu''.
Ve své knize Krugman navrhl „nový Nový úděl'', který zahrnoval větší důraz na sociální a lékařské programy a méně na národní obranu. Ve své recenzi na Svědomí liberála, liberální novinář a autor Michael Tomasky připočítal Krugmanovi závazek „s přesnou historií, i když některé vyhýbání se může být v zájmu politických výhod''. V recenzi pro The New York Times držitel Pulitzerovi ceny historik David M. Kennedy sdělil: „Jako řečnění Rushe Limbaugha nebo filmy Michaela Moora Krugmanovy pronikavé polemiky mohou vyslechnout věřící, ale nepřesvědčit nepřesvědčivé.''
Na konci roku 2008, Krugman publikoval podstatnou aktualizaci své dřívější práce nazvanou Návrat ekonomické krize a deprese v roce 2008. V této knize diskutuje selhání regulačního systému Spojených států amerických, který měl držet krok s finančním systémem a příčiny a možné způsoby, jak omezit největší finanční krizi od 30. let minulého století. V roce 2012 Krugman publikoval Ukončete tuto depresi, ihned!, knihu, která tvrdí, že při pohledu na dostupné historické ekonomické údaje, fiskální škrty a úsporná opatření tyto kroky připravují ekonomiku pouze o cenné prostředky, které mohou cirkulovat, a dále přispívat k chudé ekonomice - lidé nemohou utrácet a trhy nemohou prosperovat pokud není dostatečná spotřeba a tam, kde je vysoká nezaměstnanost, nemůže být dostatečná spotřeba. Tvrdí, že ačkoliv je nutné snížit dluh, je toto nejhorší možná doba, protože ekonomika utrpěla nejzávažnější finanční šoky. Snížit dluh lze, pokud se ekonomika blíží plné zaměstnanosti a když soukromý sektor zvládne snižování vládních výdajů a úsporných opatření. Neschopnost stimulovat ekonomiku veřejným nebo soukromým sektorem pouze zbytečně zvýší a prodlouží současnou ekonomickou depresi.